# Andréi Ivanov
Andréi Vladímirovich Ivanov –en ruso, Андрей Владимирович Иванов– (Leningrado, URSS, 28 de mayo de 1976) es un deportista ruso que compitió en natación, especialista en el estilo braza.
Ganó dos medallas de bronce en el Campeonato Mundial de Natación en Piscina Corta, en los años 2000 y 2004.

## Palmarés internacional
| Campeonato Mundial en Piscina Corta | Campeonato Mundial en Piscina Corta | Campeonato Mundial en Piscina Corta | Campeonato Mundial en Piscina Corta |
| Año                                 | Lugar                               | Medalla                             | Prueba                              |
| ----------------------------------- | ----------------------------------- | ----------------------------------- | ----------------------------------- |
| 2000                                | Atenas (Grecia)                     | Medalla de bronce                   | 200 m braza                         |
| 2004                                | Indianápolis (Estados Unidos)       | Medalla de bronce                   | 4 × 100 m estilos                   |